# Halberstädter Straße 18 a–c (Quedlinburg)

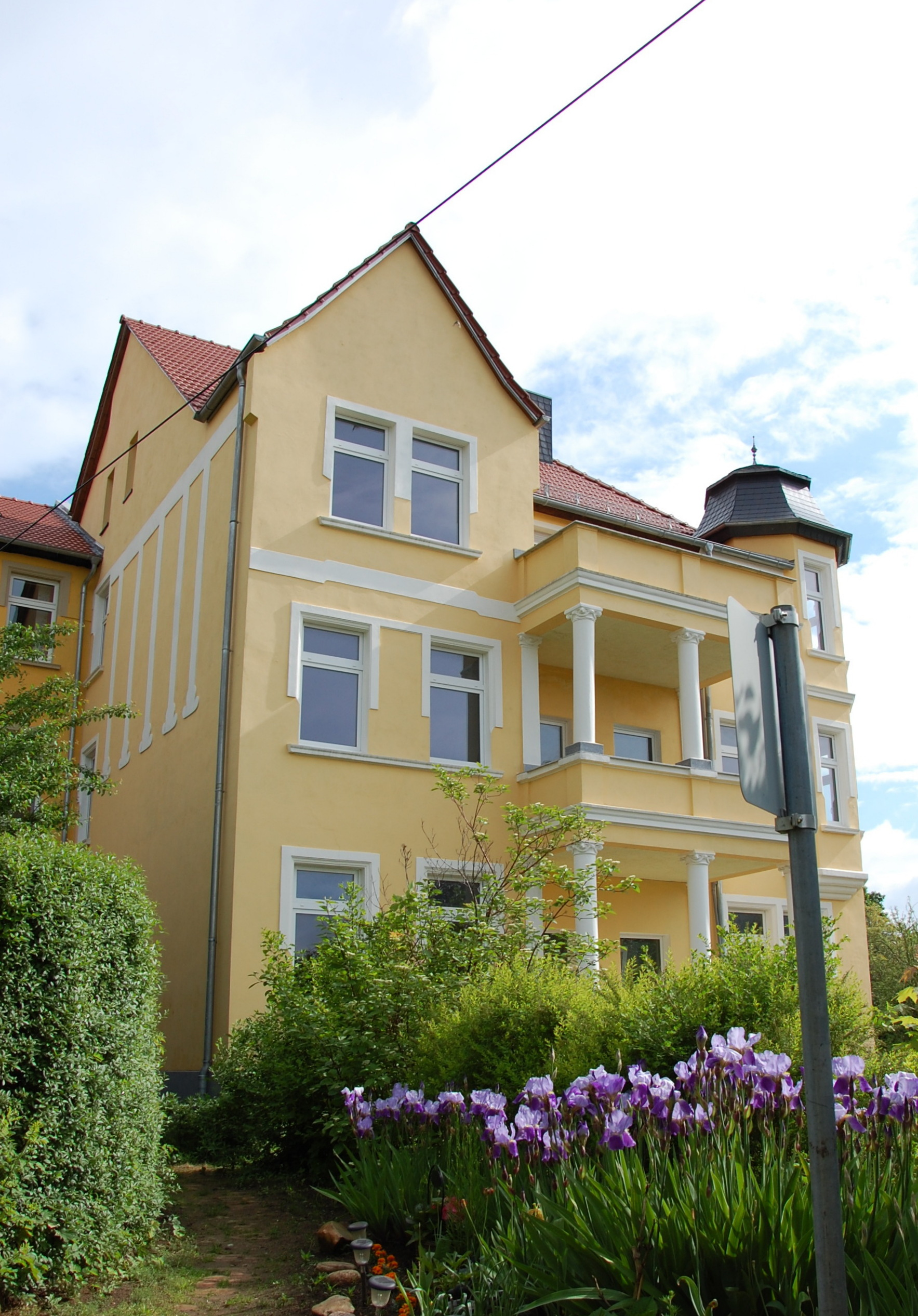
Haus Halberstädter Straße 18 a–c

Das Haus Halberstädter Straße 18 a–c ist ein denkmalgeschütztes Gebäude in der Stadt Quedlinburg in Sachsen-Anhalt.

## Lage
Das Gebäude befindet sich nördlich der historischen Quedlinburger Altstadt in einer Hanglage oberhalb der Stadt. Es ist im Quedlinburger Denkmalverzeichnis als Villa eingetragen.

## Architektur und Geschichte
Die Villa wurde im Jahr 1908 errichtet, worauf eine am Gebäudeteil 18c befindliche Inschrift verweist. Das haus verfügt über repräsentative Gestaltungselemente wie Säulen und einer entsprechend gestalteten Treppe. Auch die Einfriedung und der an einen Park erinnernde Vorgarten nehmen diese Gestaltung auf.
Im Vorgarten befindet sich ein mit einer Figur versehenes Denkmal.